# Costante I
Flavio Giulio Costante, meglio conosciuto come Costante I (in latino Flavius Iulius Constans; 320 – Oppidum Helena, 18 gennaio 350), è stato un imperatore romano dal 337 fino alla sua morte.

## Biografia

### Origini e ascesa al trono
Nato nel 320, Costante era il quarto figlio maschio dell'imperatore Costantino I, il terzo avuto dalla sua seconda moglie Fausta: come tale era nipote degli imperatori Costanzo I e Massimiano Erculio.
Fu educato a corte a Costantinopoli, dove studiò latino sotto Emilio Magno Arborio, zio materno del poeta Decimo Magno Ausonio.
Fu designato alla successione insieme ai fratelli maggiori, Costantino II e Costanzo II, e a Dalmazio e Annibaliano, figli del fratellastro di Costantino I. Il padre lo nominò cesare il 25 dicembre 333, probabilmente a Costantinopoli, e gli assegnò la giurisdizione su Italia, Illirico e Africa.
Nel 335 Costante fu inviato dal padre in Italia e, probabilmente l'anno successivo, si fidanzò con Olimpia, figlia del prefetto del pretorio d'Oriente Ablabio.
Nel 337, alla morte di Costantino, l'esercito massacrò i possibili pretendenti al trono al di fuori – e probabilmente col consenso – dei figli di Costantino: nella purga dinastica morirono i cugini di Costante, Dalmazio e Annibaliano, e tutto il ramo della famiglia discendente dal matrimonio di Costanzo Cloro con Teodora, ovvero i fratellastri di Costantino I, Dalmazio, Nepoziano e Giulio Costanzo, e sopravvissero alla strage solo i figli di quest'ultimo, Gallo e Giuliano. Tra gli altri fu messo a morte anche Ablabio, e il fidanzamento tra Costante e Olimpia fu rotto.

### Regno (337–350)

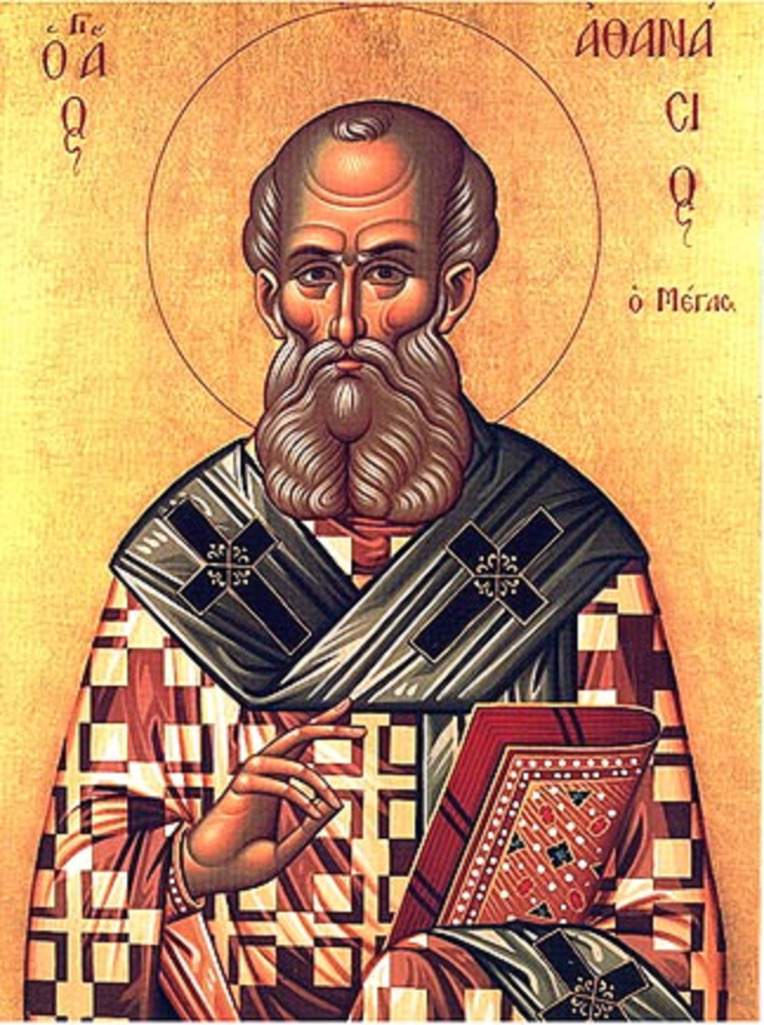
Atanasio di Alessandria.

Insieme ai fratelli Costante fu riconosciuto augusto dal Senato il 9 settembre di quell'anno, con potere sulle province di Italia, Africa, Pannonia, Dacia, Macedonia e Acaia. Costantino II, il fratello maggiore, ottenne invece le province della Britannia, della Gallia e della Spagna, mentre Costanzo II dominava sulle province d'Asia e d'Oriente, compreso il Ponto e la Tracia. Costantino II si arrogò, però, più potere di quanto gli era stato affidato; promulgò alcune leggi per le province africane, che cadevano sotto la giurisdizione di Costante. Nel 338 Costante, dopo aver incontrato i fratelli a Viminacium, ottenne una vittoria contro i Sarmati e accettò il titolo di Sarmaticus maximus. Ben presto, insofferente delle ingerenze di Costantino II, Costante venne a contrasto con il fratello maggiore; Costantino approfittò allora della lontananza di Costante, che si trovava a Naissus in Pannonia, e mosse contro di lui scendendo in Italia (340), ma fu ucciso durante una battaglia presso Aquileia. I suoi territori passarono dunque a Costante che divenne unico dominatore della parte occidentale dell'impero; l'imperatore accettò il titolo di Maximus Victor ac Triumphator.
Nel 341–342 combatté contro i Franchi in Gallia, stipulando un trattato vantaggioso. Nel gennaio 343 si recò nella Britannia romana; l'attraversamento della Manica in pieno inverno significa una qualche urgenza, e pare che Costante abbia rinforzato le fortificazioni frontaliere della provincia, forse per difendersi dagli attacchi delle tribù ostili dopo che Costantino II aveva distaccato molte truppe provinciali per invadere l'Italia. Ad ogni modo, la visita di Costante in Britannia, che durò fino alla primavera, fu l'ultima di un imperatore romano nella provincia.
     Costantino II
     Costante I
     Flavio Dalmazio
     Costanzo II

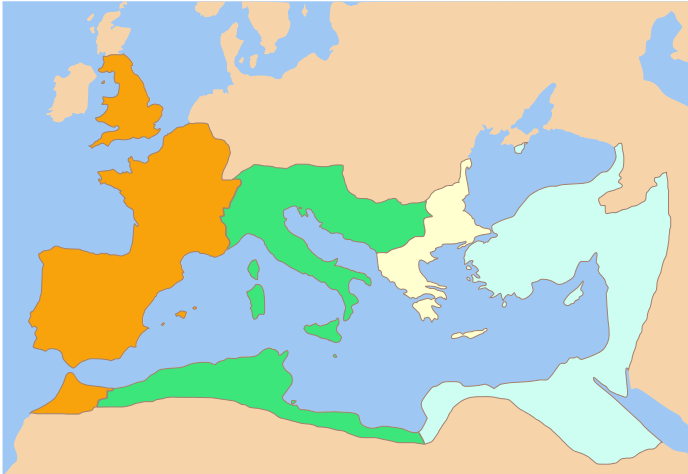
Suddivisione dell'Impero romano, tra il 22 maggio 337 (morte di Costantino I) e il 9 settembre dello stesso anno (elevazione ad augusti dei suoi figli). Alla morte di Dalmazio, Costante e Costanzo si spartirono i suoi territori.
Costantino II
Costante I
Flavio Dalmazio
Costanzo II

I contrasti con l'altro fratello, Costanzo II avevano essenzialmente natura religiosa: Costante e l'Occidente seguivano infatti le dottrine del concilio di Nicea, mentre Costanzo II e l'Oriente erano ariani. In particolare i due presero posizione in campi opposti nella disputa riguardo Atanasio di Alessandria, un vescovo niceno di Alessandria d'Egitto che nel 339 fu deposto da un concilio a maggioranza ariana; Atanasio, oltre ad essere un importante teologo (è considerato un Dottore della Chiesa), era anche un ottimo oratore e difensore dei propri interessi e, raggiunta l'Italia dopo l'esilio, riuscì ad ottenere l'appoggio di Costantino II. Nel 342 Costante concesse udienza ad Atanasio a Mediolanum e poco dopo l'imperatore contattò il fratello Costanzo invitandolo a promuovere un concilio che deliberasse sulla deposizione di Atanasio. Il successivo concilio di Sardica (estate 343) non portò il risultato sperato da Costante, in quanto la delegazione ariana si rifiutò di discutere e condannò nuovamente Atanasio; solo la minaccia di guerra da parte di Costante e la volontà di Costanzo di evitare conflitti che lo distraessero dalla ben più importante frontiera con i Persiani fecero sì che Atanasio tornasse ad Alessandria (31 ottobre 346). Sempre in campo religioso Costante dovette inoltre fronteggiare l'eresia donatista in Africa. In accordo, invece, con il fratello proibì i sacrifici pagani (nel 341) e la pratica della magia (nel 341 e ancora nel 346); sempre insieme promulgarono una legge contro la distruzione dei templi pagani (342).
Costante fu però anche un sovrano poco amato, sia dal popolo che dall'esercito. In particolare gli si contestavano i gusti sessuali portati all'eccesso (Costante selezionava per sé e per il proprio piacere i più bei ragazzi tra gli ostaggi delle tribù barbare) e soprattutto l'influenza eccessiva dei suoi favoriti, che giungevano persino a vendere i posti dell'amministrazione pubblica al miglior offerente; l'imperatore, per altro, non celava il proprio disprezzo per i soldati. Tutti questi problemi legati alla figura dell'imperatore, la corruzione che imperava a corte e, infine, la crisi economica, particolarmente sentita nelle Gallie, provocarono nel 350 una rivolta: mentre Costante era a caccia presso Autun, fu dichiarato decaduto e al suo posto fu proclamato augusto Magnenzio, un carismatico comandante militare di origini franche e celtiche. Costante cercò di riparare in Spagna, ma fu inseguito e raggiunto da Gaisone, generale di Magnenzio, mentre l'imperatore si era nascosto in una chiesa ad oppidum Helena, una località dei Pirenei il cui nome era dedicato alla nonna di Costante, Elena; Costante fu trascinato fuori dall'edificio e ucciso (18 gennaio 350). Aveva circa trent'anni e aveva regnato da tredici. Dopo che Magnenzio fu sconfitto da Costanzo (353), Costante fu divinizzato.
Secondo alcuni studi recenti, il mausoleo presente nella villa romana di Centcelles sarebbe stato adattato per ospitare il corpo di Costante dopo la sua morte; la vasca in porfido utilizzata nella chiesa del monastero di Santes Creus per ospitare il corpo di re Pietro III d'Aragona sarebbe stata originariamente utilizzata allo stesso scopo nel mausoleo di Costante a Centcelles.

#### Cronologia degli spostamenti di Costante I durante il suo regno
| Data                            | Evento                                                                                   | Fonte |
| ------------------------------- | ---------------------------------------------------------------------------------------- | --- |
| settembre 337                   | Si riunisce con Costantino II e Costanzo II in Pannonia                                  | Giuliano, Oratio 1, 19a; Libanio, Oratio 59.75 |
| 6 dicembre 337                  | A Thessalonica                                                                           | Codex Theodosianus XI, 1.4; XI, 7.8S (353 segg.) |
| 338                             | Campagna contro i Sarmati, ottiene il titolo vittorioso di Sarmaticus maximus            | CIL III, 12483 |
| 12 giugno 338                   | A Viminacium                                                                             | Codex Theodosianus X, 10.4 |
| 27 luglio 338                   | A Sirmium                                                                                | Codex Theodosianus XV, 1.5; Codex Justinianus X, 48.7 |
| 6 aprile 339                    | A Savaria                                                                                | Codex Theodosianus X, 10.6S (342 segg.) |
| 19 gennaio 340 – 2 febbraio 340 | A Naissus                                                                                | Codex Theodosianus 12.1.29; 10.10.5 |
| 19 gennaio 340 – 2 febbraio 340 | Viene informato dell'invasione di Costantino II, dei suoi territori quando era in Dacia. | Zonara XIII, 5. |
| 9 aprile 340                    | A Aquileia                                                                               | Codex Theodosianus II, 6.5; X, 15.3 |
| 25 giugno 340                   | A Mediolanum                                                                             | Codex Theodosianus IX, 17.1 |
| 340                             | Visita Roma                                                                              | Passio Artemii 9 = Filostorgio, Historia Ecclesiastica III, 1A                                                                                             |
| 24 giugno 341                   | A Lauriacum                                                                              | Codex Theodosianus VIII, 2.1 = XII, 1.31 |
| Tardo 341                       | Campagne contro i Franchi in Gallia                                                      | Girolamo, Chronicon 235b; Chronica minora I, 236 |
| 342                             | Ottiene vittoria contro i Franchi e sigla con gli stessi un trattato                     | Libanio, Oratio 59, 127–136; Girolamo, Chronicon 235e; Chronica minora 1.236; Socrate Scolastico, Historia Ecclesiastica II, 13.4                          |
| Estate 342                      | In Augusta Treverorum                                                                    | Socrate Scolastico, Historia Ecclesiastica 2.18 |
| Autunno 342                     | Incontra Atanasio di Alessandria a Mediolanum                                            | Atanasio, Apologia ad Constantium 4.3 |
| 4 dicembre 342                  | A Mediolanum                                                                             | Codex Theodosianus 9.7.3 |
| 25 gennaio 343                  | A Bononia                                                                                | Codex Theodosianus XI, 16.5; Codex Justinianus III, 26.6                                                                                                   |
| 25 gennaio 343                  | Attraversa il mare del Nord, recandosi in Britannia in inverno                           | Giulio Firmico Materno, De errore profanarum religionum 28.6; Libanio, Oratio 59, 137–140; Ammiano Marcellino, Storie, XX, 1.1.                            |
| Primavera 343                   | Ritorno dalla Britannia in Gallia subito dopo la partenza                                | Libanio, Oratio 59, 139; 141. |
| 30 giugno 343                   | A Augusta Treverorum                                                                     | Codex Theodosianus XII, 1.36 |
| Estate 343                      | Incontra Atanasio di Alessandria a Augusta Treverorum                                    | Atanasio, Apologia ad Constantium IV, 4; III, 7. |
| Autunno 344                     | In Pannonia                                                                              | Libanio, Oratio 59.133. |
| Inizi del 345                   | Riceve un'ambasciata da Costanzo II a Poetovio                                           | Atanasio, Apologia ad Constantium III, 3. |
| 7 aprile 345                    | Ad Aquileia in estate, dove incontra Atanasio di Alessandria                             | Atanasio, Apologia ad Constantium XV, 4; III, 7; Festal Index 17.                                                                                          |
| 15 maggio 345                   | A Augusta Treverorum                                                                     | Codex Theodosianus X, 10.7. |
| 9 giugno o 11 luglio 345        | A Colonia Agrippina                                                                      | Codex Theodosianus III, 5.7 |
| Autunno 345                     | Incontra Atanasio di Alessandria a Augusta Treverorum                                    | Atanasio, Apologia ad Constantium IV, 5; III, 7. |
| 5 marzo 346                     | A Sirmium                                                                                | Codex Theodosianus X, 10.8S (353 segg.) |
| 23 maggio 346                   | A Caesena                                                                                | Codex Theodosianus XII, 1.38 |
| 17 giugno 348                   | A Mediolanum                                                                             | Codex Theodosianus X, 14.2 |
| 27 maggio 349                   | A Sirmium                                                                                | Codex Theodosianus VII, 1.2; VIII, 7.3. |
| 350, poco dopo il 18 gennaio    | Ucciso ad Helena in Gallia                                                               | Eutropio, Breviarium ab Urbe condita X, 9.4; Girolamo, Chronicon 237c; Chronica minora 1.237; Epitome de Caesaribus 41.23; Zosimo, Storia nuova, II, 42.5. |

#### Titolatura imperiale
- 338: accetta il titolo di Sarmaticus maximus per una vittoria sui Sarmati[1]
- 339: console con Costanzo II (II)
- 340: accetta il titolo di Maximus Victor ac Triumphator per la vittoria sul fratello Costantino II[17]
- 342: console con Costanzo II (III)
- 346: console con Costanzo II (IV)